# Ромодановський Костянтин Олегович
Ромод́ановський Костянти́н Оле́гович (рос. Ромодановский Константин Олегович; 31 жовтня 1956, Москва — 18 жовтня 2024) — генерал-полковник поліції, директор Федеральної міграційної служби Російської Федерації.
За оцінками відомого адвоката, журналіста та столичного державного чиновника Михайла Борщевського Костянтин Ромодановський, станом на 2011 рік, є єдиним уродженцем Москви що очолює відомство федерального значення.

## Освіта
1980 р. — закінчив 1-й Медичний інститут за спеціальністю «Лікувальна справа».
1983 р. — закінчив Вищі курси КГД СРСР в Мінську.
2004 р. — захистив кандидатську дисертацію з юридичних наук.

## Кар'єра
Після закінчення інституту 2 роки працював в Науково дослідницькому інституті судової медицини.
Працював П'ятому управлінні Комітету державної безпеки СРСР СРСР. Займався кримінальними медичними справами. Протягом трьох років виявляв медиків що ставили запевне хибний діагноз злочинцям для звільнення їх від кримінальної відповідальності. 1988—1989 роки — робота по лінії оргзлочинності.
З 1992 року — в Управлінні власної безпки Федеральної служби безпеки Російської Федерації.
З З травня 2001 року — начальник Головного управління, а згодом Департаменту власної безпеки МВС Росії.
З кінця 2003 року кадровий генерал МВС РФ.
В 2005 році призначений директором Федеральної міграційної служби.
Відповідно до розпорядження Уряду Російської Федерації від 2 лютого 2012 р. № 1404-р призначений керівником ФМС.
15 січня 2013 указом Президента РФ керівнику ФМС Ромоданоському присвоєно ранг федерального міністра.

## Переконання
|  | Ключовим фактором, що визначає можливість працювати в Росії, для іноземця має стати знання російської мови |

## Відзнаки
Нагороджений орденом «За заслуги перед вітчизною» IV степеня, орденом рос. Почета, медаллю ордена «За заслуги перед Вітчизною» II степеня.

## Сімейний стан
Народився в сім'ї лікарів. Одружений. Мав трьох синів. Старший працює в Росфінмоніторинг, середній в Слідчому комітеті слідчим.

## Хобі
Професійно 10 років займався плаванням. Хобі хокей. Був президентом хокейного клубу МВС РФ. Зараз член опікунської ради.